# Closca d'ou

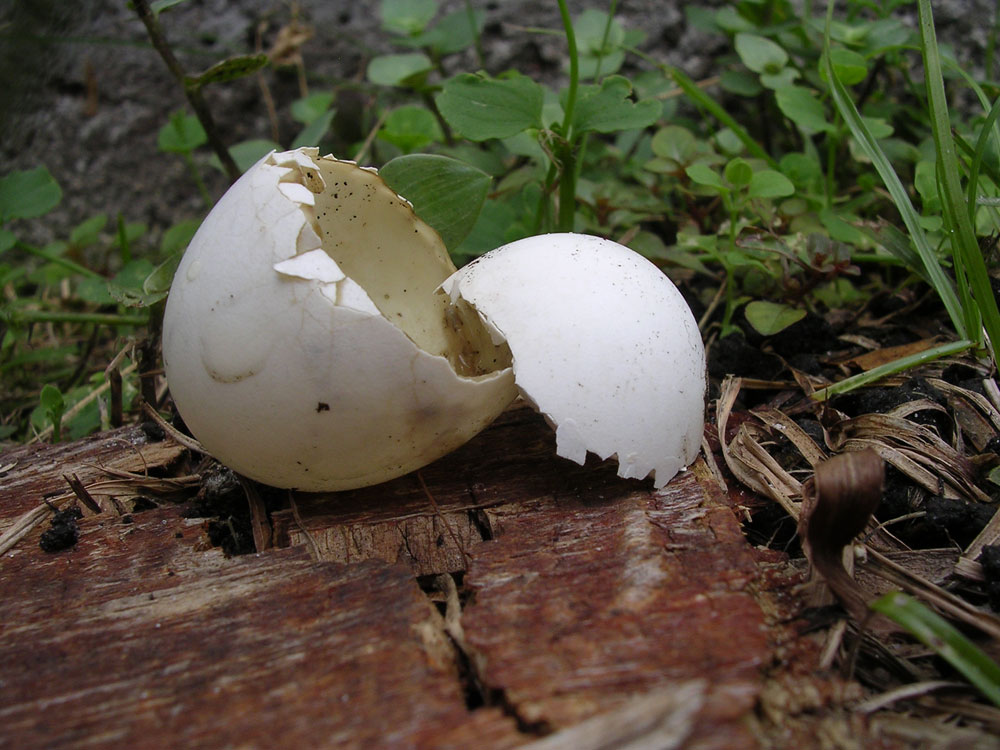
Una closca d'un ocell trencada

Una closca d'ou és la coberta exterior dura (closca) d'un ou i d'algunes formes d'ous amb capes exteriors toves. Les closques d'ou dels ocells contenen carbonat de calci i es dissolen en diversos àcids, incloent-hi el vinagre. Quan es dissol, el carbonat de calci en una closca d'ou reacciona amb l'àcid per a formar diòxid de carboni.

## Diversitat

### Ous d'insectes

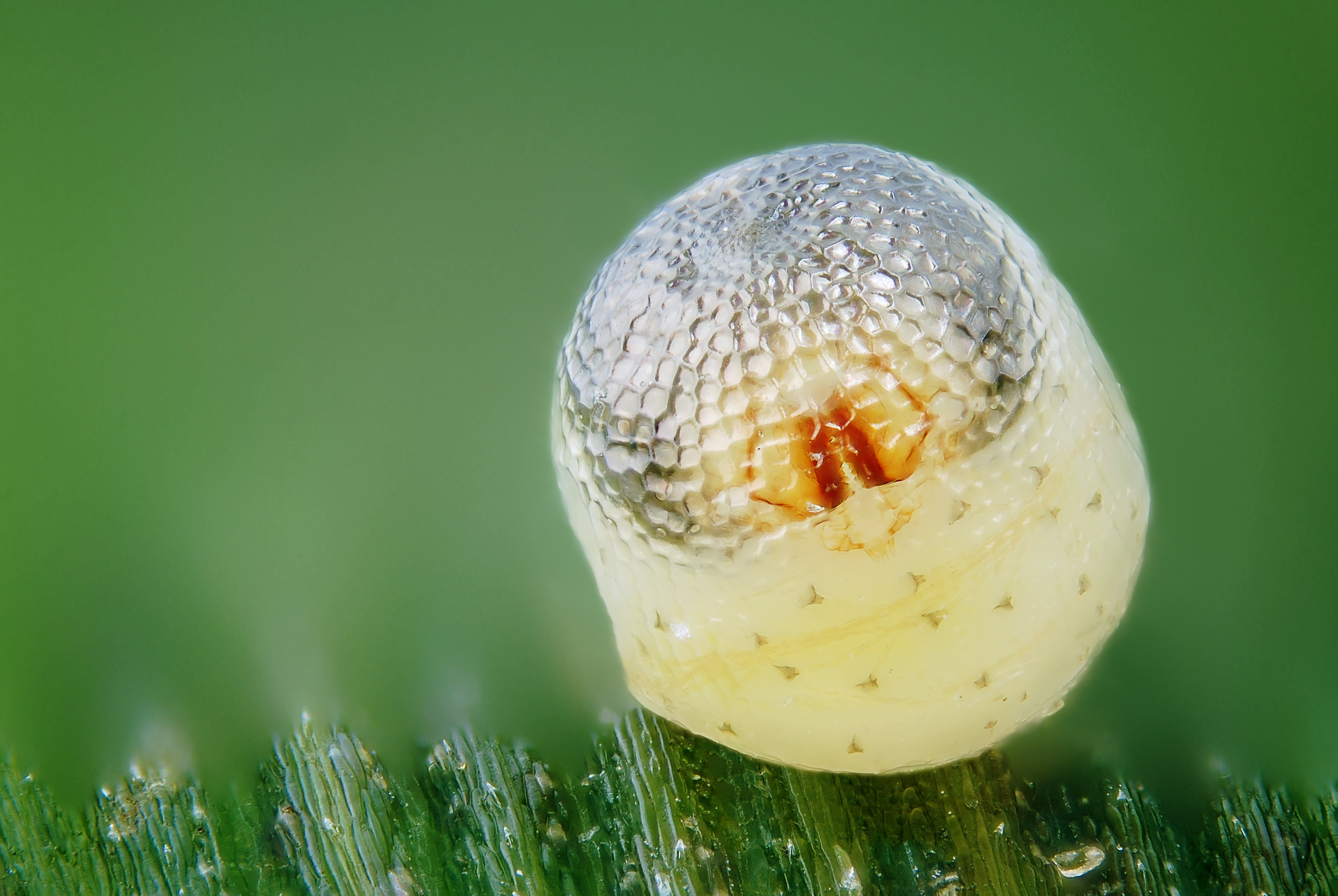
Embrió de papallona visible a través d'una closca d'ou transparent

Els insectes i altres artròpodes ponen una gran varietat d'estils i formes d'ous. Alguns tenen revestiments gelatinosos o cobertes com de pell, altres tenen closques dures. Les closques toves són majoritàriament proteïnes. La closca pot ser fibrosa o bastant líquida. Alguns ous d'artròpodes en realitat no tenen closques, més aviat, la seva coberta exterior és en realitat la membrana embrionària més externa, la coroide, que serveix per protegir les capes interiors. La coroide per si mateixa pot ser una estructura complexa, i pot tenir diferents capes dins d'ella. Pot tenir una capa més externa anomenada exocorió. Els ous que han de sobreviure en condicions seques en general tenen closques dures, fetes principalment de proteïnes deshidratades o mineralitzades amb sistemes de porus per permetre la respiració. Els ous dels artròpodes poden tenir una extensa ornamentació en les seves superfícies exteriors.

### Ous de peixos, d'amfibis i de rèptils
Els peixos i amfibis generalment ponen ous que estan envoltats per membranes extraembrionàries però no desenvolupen una closca, dura o tova, al voltant d'aquestes membranes. Alguns peixos i amfibis tenen ous amb cobertures gruixudes de la consistència del cuir sobretot si han de suportar la força física o la dessecació. Aquest tipus d'ous també pot ser molt petita i fràgil.
Mentre que molts rèptils ponen ous amb closques flexibles i calcificades, n'hi ha alguns que ponen ous durs. Els ous posats per les serps generalment tenen closques com de cuir que sovint s'adhereixen l'una a l'altre. Depenent de l'espècie, les tortugues ponen ous durs o tous. Diverses espècies ponen ous que són gairebé indistingibles dels ous de les aus.

### ous d'ocells
L'ou d'ocell és un gàmeta fertilitzat, o, en el cas d'alguns ocells com les gallines possiblement un gàmeta no fertilitzat amb un rovell i una clara d'ou (albumen). L'albumen al seu torn està envoltat per dues membranes (interna i externa) i després la closca de l'ou. La closca d'ou de la gallina és en un 95-97% cristalls de carbonat de calci, estabilitzada per una matriu de proteïna. Sense la proteïna, l'estructura cristal·lina seria massa fràgil per mantenir la seva forma i la matriu orgànica es creu que tén un paper en la deposició de calci durant el procés de mineralització. L'estructura i composició de la closca d'ou aviària serveix per protegir l'ou contra danys i la contaminació microbiana, l'evitació de la dessecació, la regulació de gas i l'intercanvi d'aigua per a l'embrió en creixement, i proporciona calci per embriogènesi. La formació de la closca d'ou requereix quantitats de grams de calci que es dipositi en qüestió d'hores i que s'ha de subministrar a través de la dieta de la gallina.

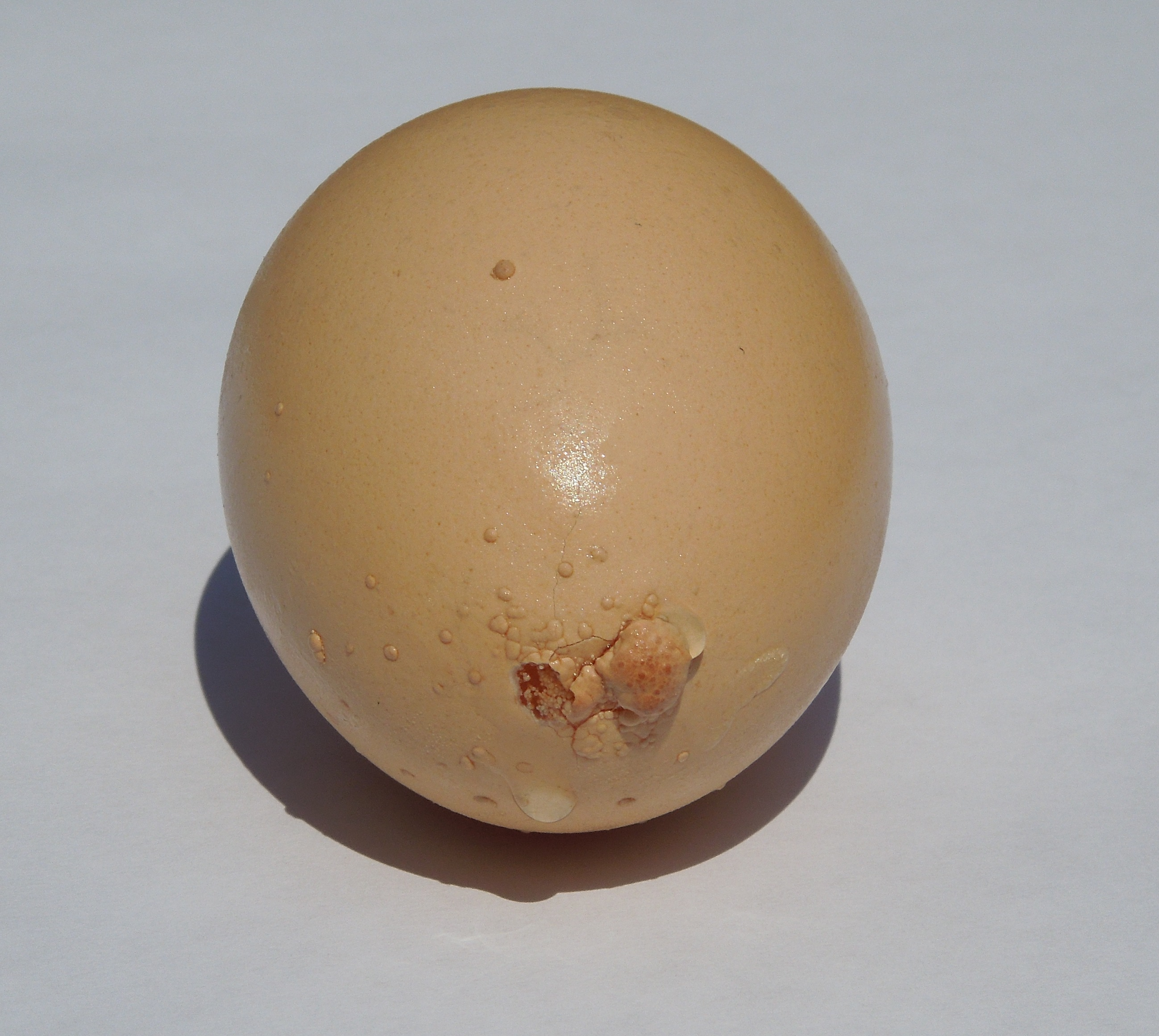
Ou de gallina amb calcificació irregular

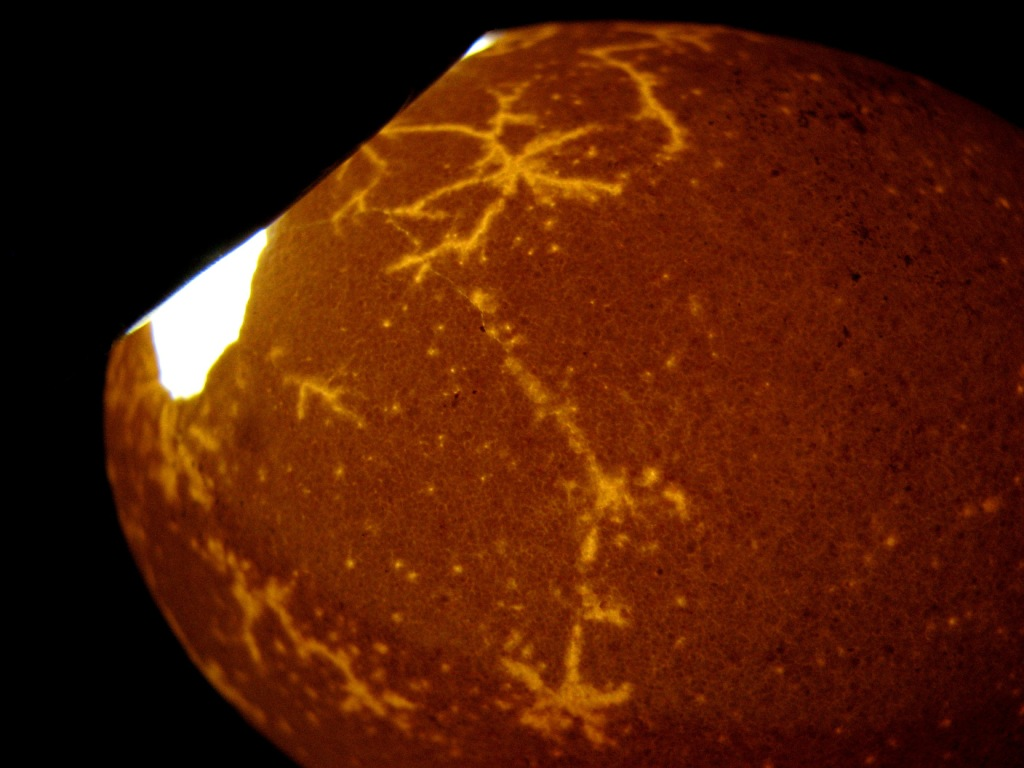
Estructura

Les membranes fibroses de la closca de la gallina s'afegeixen a l'istme proximal (blanc) de l'oviducte. En l'istme distal (roig) les mammillae es dipositen a la superfície de la membrana exterior en un patró regular. Les mammillae són riques en proteoglicans i es creu que controlen la calcificació. La cutícula forma la capa exterior de la closca de l'ou.
De mitjana, en la gallina, el procés de la formació de la closca d'ou triga unes 20 hores. La pigmentació s'afegeix a la closca en l'oviducte.

#### Medi ambient
Als Estats Units la indústria alimentària genera 150.000 tones de residus de closques d'ou cada any. El 26,6% de les closques s'usen com fertilitzant, el 21,1% com ingredient en l'alimentació animal, el 26,3% es llença a abocadors municipals, i el 15,8% per altres usos.

### Ous de mamífers
Els monotremess, són mamífers que ponen ous, són tous similars als dels rèptils.

### Dent per a trencar la closca de l'ou
Els ocells, amfibis i els rèptils que ponen ous, tenen una mena de dent que utilitzen per a trencar l'ou quan neixen.

## Reciclatge i economia circular
Les closques d'ous, per la seva naturalesa, poden ser utilitzades per a usos relacionats amb l'economia circular. El setembre de 2021, Beko Iberia va anunciar que en el marc de la seva aposta per l'economia circular, incorporava productes reciclats mai utilitzats abans en la fabricació d'electrodomèstics, com ara la closca d'ou que utilitzaven per fabricar les oueres de les neveres.